# Hermes DVS in het seizoen 1959/60
Het seizoen 1959/1960 was het zesde jaar in het bestaan van de Schiedamse betaaldvoetbalclub Hermes DVS. De club kwam uit in de Eerste divisie B en eindigde daarin op de 11e plaats.

## Wedstrijdstatistieken

### Eerste divisie B
|       | AGOVV | Alkmaar '54 | D.F.C. | DHC   | De Graafschap | Eindhoven | Go Ahead | Helmondia '55 | Heracles | Leeuwarden | Limburgia | RBC   | RCH   | SHS   | VSV   | ZFC   |
| ----- | ----- | ----------- | ------ | ----- | ------------- | --------- | -------- | ------------- | -------- | ---------- | --------- | ----- | ----- | ----- | ----- | ----- |
| Thuis | 1 – 1 | 1 – 2       | 0 – 3  | 1 – 1 | 4 – 2         | 1 – 1     | 4 – 1    | 1 – 0         | 0 – 2    | 5 – 2      | 1 – 1     | 2 – 0 | 4 – 0 | 0 – 1 | 1 – 0 | 1 – 0 |
| Uit   | 3 – 1 | 1 – 2       | 3 – 0  | 3 – 0 | 2 – 1         | 3 – 1     | 2 – 0    | 1 – 2         | 3 – 0    | 3 – 1      | 2 – 1     | 0 – 2 | 1 – 2 | 0 – 3 | 1 – 0 | 2 – 1 |

## Statistieken Hermes DVS 1959/1960

### Eindstand Hermes DVS in de Nederlandse Eerste divisie B 1959 / 1960
| Stand | Gespeeld | Gewonnen | Gelijk | Verloren | Punten | Doelpunten voor | Doelpunten tegen |
| ----- | -------- | -------- | ------ | -------- | ------ | --------------- | ---------------- |
| 11e   | 32       | 13       | 4      | 15       | 30     | 44              | 47               |

### Topscorers
| Competitie \| # \| Naam \| \| \| -------------------- \| ------------------ \| -- \| \| 1. \| Frans van den Burg \| 8 \| \| 2. \| Cock van der Tuijn \| 6 \| \| 3. \| Jan ten Braak \| 5 \| \| 4. \| Gerard Burger \| 3 \| \| 4. \| Hans Eijkenbroek \| 3 \| \| 4. \| Piet Henke \| 3 \| \| 7. \| Eddy van de Graaf \| 2 \| \| 7. \| Coen Groenewegen \| 2 \| \| 7. \| Piet de Groot \| 2 \| \| 7. \| Aad Putters \| 2 \| \| 7. \| Wim van Zuijlekom \| 2 \| \| 12. \| Ferry van Buitenen \| 1 \| \| 12. \| Ton Kemper \| 1 \| \| 12. \| Cock de Zwart \| 1 \| \| Onbekende doelpunten \| \| \| \| – \| Onbekend \| 3 \| \| Totaal \| Totaal \| 44 \| |                    |      |
| # | Naam               | Goal |
| 1. | Frans van den Burg | 8    |
| 2. | Cock van der Tuijn | 6    |
| 3. | Jan ten Braak      | 5    |
| 4. | Gerard Burger      | 3    |
| 4. | Hans Eijkenbroek   | 3    |
| 4. | Piet Henke         | 3    |
| 7. | Eddy van de Graaf  | 2    |
| 7. | Coen Groenewegen   | 2    |
| 7. | Piet de Groot      | 2    |
| 7. | Aad Putters        | 2    |
| 7. | Wim van Zuijlekom  | 2    |
| 12. | Ferry van Buitenen | 1    |
| 12. | Ton Kemper         | 1    |
| 12. | Cock de Zwart      | 1    |
| Onbekende doelpunten |                    |      |
| – | Onbekend           | 3    |
| Totaal | Totaal             | 44   |